# Michaela Noll
Michaela Noll (ur. 24 grudnia 1959 w Düsseldorfie) – niemiecka polityk i prawniczka, działaczka Unii Chrześcijańsko-Demokratycznej (CDU), w latach 2002–2021 deputowana do Bundestagu, w 2017 jego wiceprzewodnicząca.

## Życiorys
Ukończyła szkołę średnią w 1980 roku, po czym odbyła roczny pobyt językowy w Stanach Zjednoczonych. Następnie kształciła się jako tłumaczka w Szwajcarii, specjalizując się w języku angielskim, francuskim i hiszpańskim. Studiowała prawo na uniwersytetach w Kolonii i Frankfurcie nad Menem, kończąc je pierwszym egzaminem państwowym w 1987 roku i drugim w 1991 roku. W latach 1988–1991 odbywała aplikację przy Sądzie Krajowym w Düsseldorfie. Po zakończeniu nauki pracowała krótko w branży turystycznej jako kierowniczka działu sportowego, a w latach 1994–2002 była referentką w organizacji kobiecej CDU w Nadrenii Północnej-Westfalii. Od 2002 roku wykonuje zawód adwokatki.
W 2002 roku po raz pierwszy została wybrana do Bundestagu. Z powodzeniem ubiegała się o reelekcję w 2005, 2009, 2013 i 2017, zasiadając w parlamencie do 2021 roku. W trakcie swojej działalności parlamentarnej pełniła m.in. funkcję koordynatora ds. prawnych frakcji CDU/CSU (2009–2010), parlamentarnej sekretarz frakcji (2014–2017) oraz wiceprzewodniczącej Bundestagu (od stycznia do października 2017). Od 2018 roku jest przewodniczącą Niemieckiego Towarzystwa Parlamentarnego.
Zaangażowana społecznie jako patronka i członkini wielu inicjatyw i organizacji pozarządowych, szczególnie w obszarach zdrowia i wspierania dzieci. W 2016 roku została odznaczona Krzyżem Zasługi na Wstędze Orderu Zasługi Republiki Federalnej Niemiec.